# Sant Pau de Casserres
Sant Pau de Casserres és una església situada a uns 4 km de la població de Casserres a la comarca del Berguedà inclosa en l'Inventari del Patrimoni Arquitectònic de Catalunya.

## L'edifici

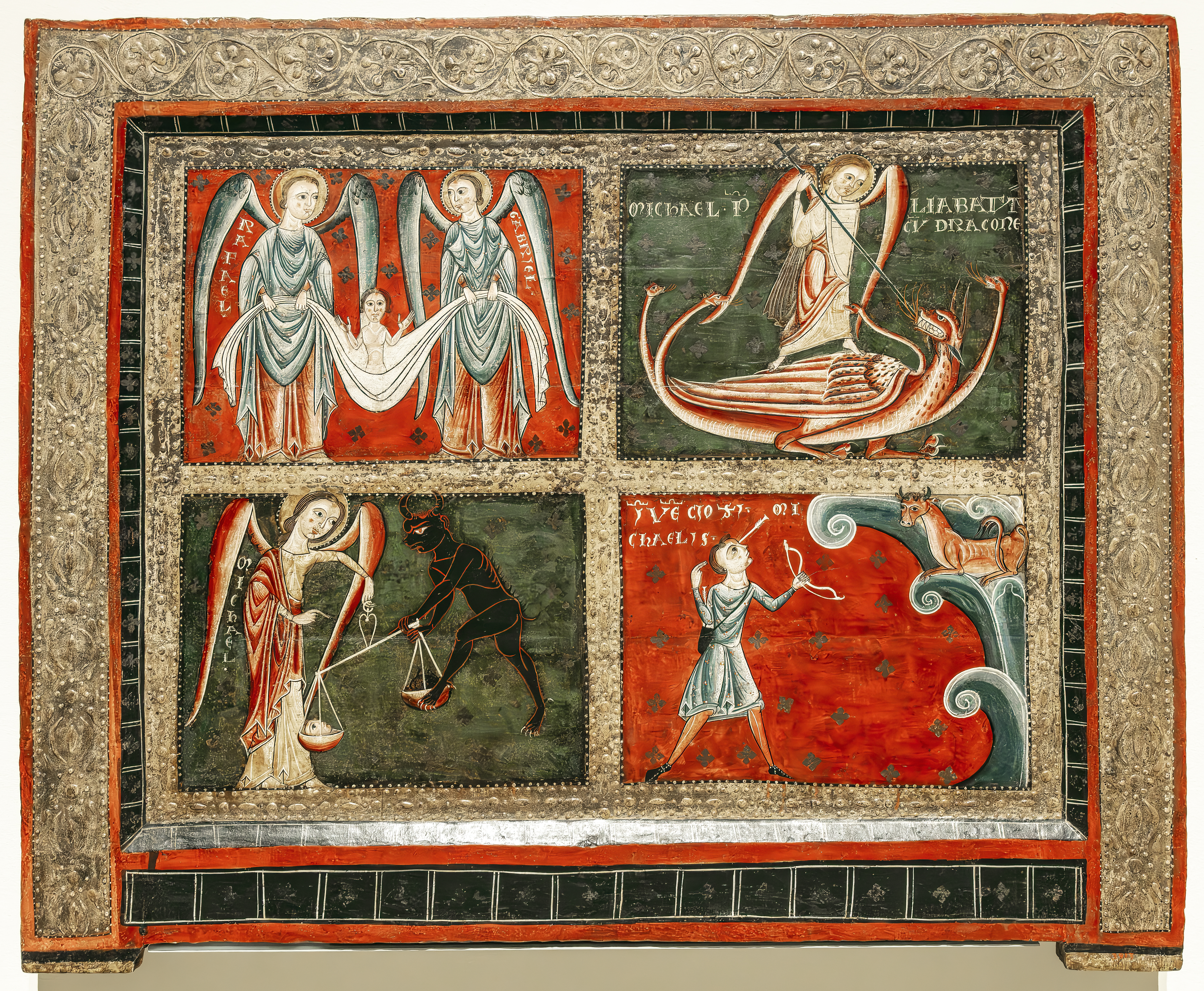
Frontal d'Altar dels Arcàngels, actualment conservat al MNAC

Església romànica mig tapada actualment per altres construccions. La planta és de creu llatina amb una sola nau, coberta amb volta de canó lleugerament apuntada. Hi ha tot de capelles laterals datades al s. XVIII. La volta s'aguanta amb pilars massissos. L'absis és de perfil circular, sense decoració exterior, únicament hi ha una obertura central de doble esqueixada decorada amb un arc de mig punt suportat per dues columnes de petites dimensions. El parament és de carreus de pedra ben escairats, de mida mitjana, disposats en fileres i units amb morter. Al mur de ponent s'alça un campanar d'espadanya de dues obertures; en aquest mateix mur s'hi adossà posteriorment la rectoria. La coberta és a dues aigües feta de teula àrab. Els capitells procedeixen de la porta de l'església romànica de Sant Pau de Casserres. Atesa la mala qualitat de la pedra i el desgast dels anys, els elements que s'hi representen semblen correspondre a les quatre figures del Tetramorf, dues a cadascun d'aquests capitells. A sobre dels capitells es conserva una urna, també molt malmesa.
Una pintura mural, amb temàtica del pecat original i del judici final, decorava l'arcosoli del presbiteri i actualment és al Museu Diocesà i Comarcal de Solsona. Descoberta en l'any 1979, durant unes obres de restauració, es pot veure un fragment de pintura en un mur de la nau, representant el pesatge de les ànimes; s'aprecia la figura d'un dimoni amb cap de toro sostenint una balança. Per l'estil del conjunt es daten en la segona meitat del segle xiii.

Sant Pau de Casserres
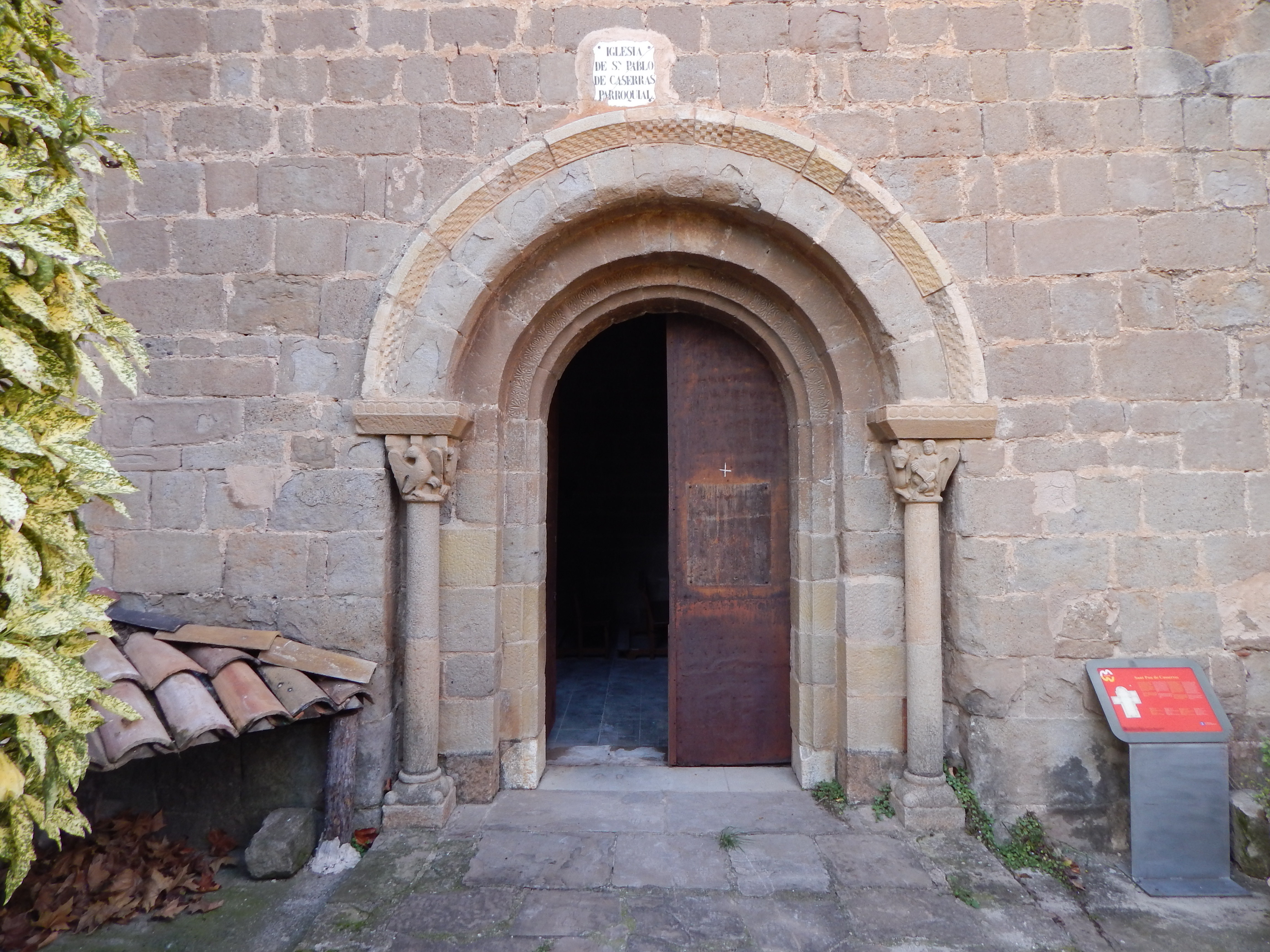
Portal
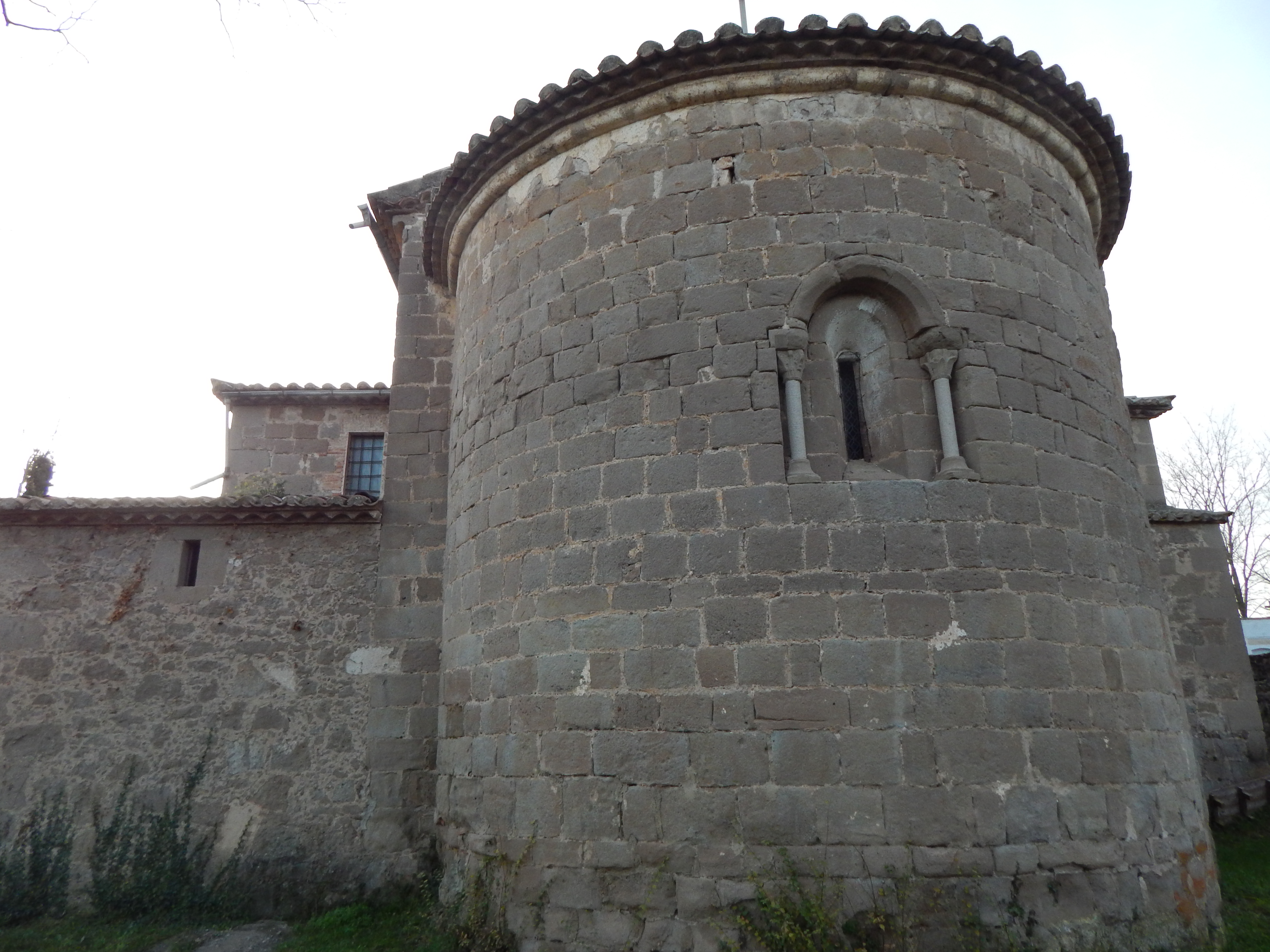
Absis
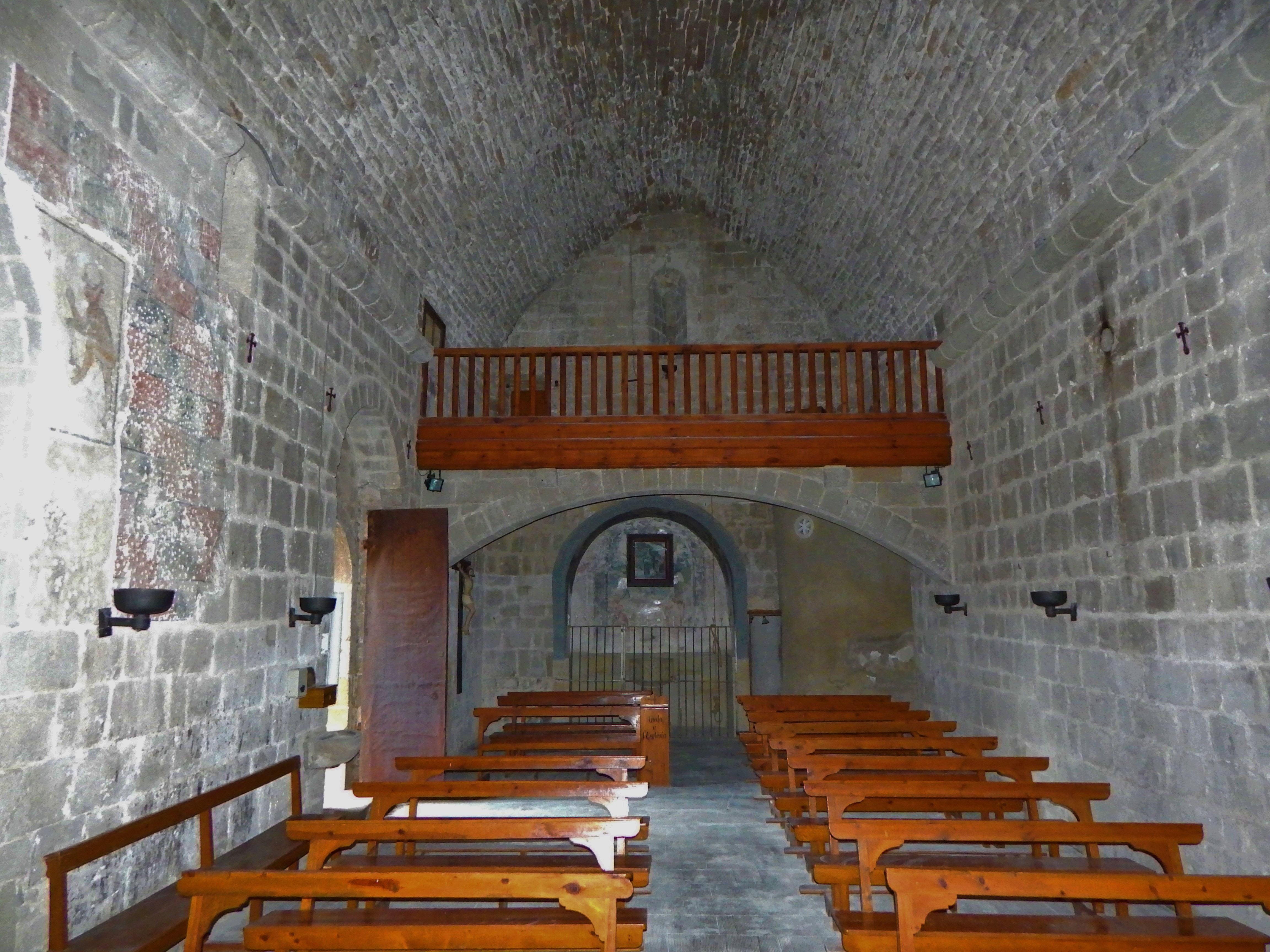
Interior
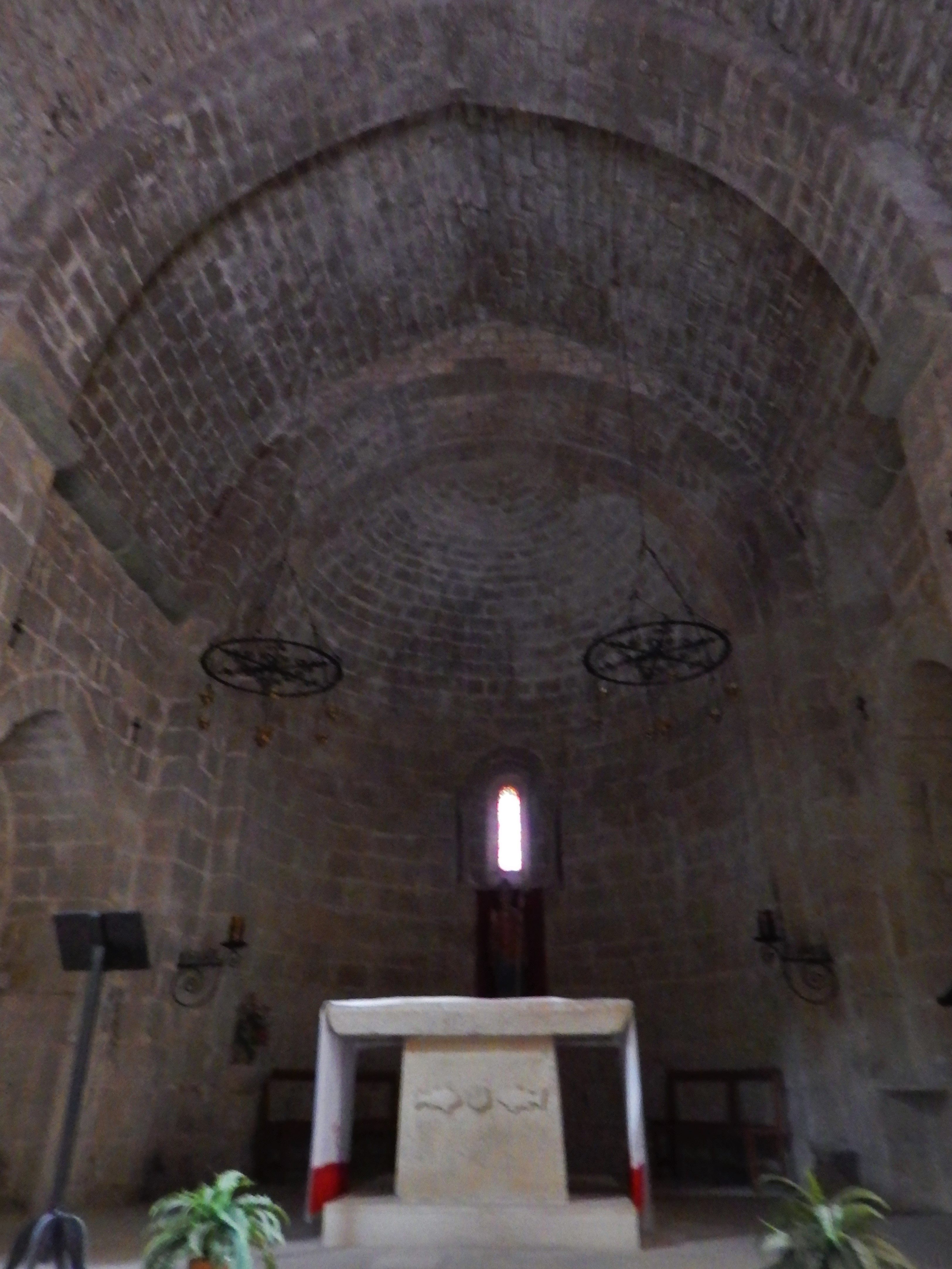
Interior
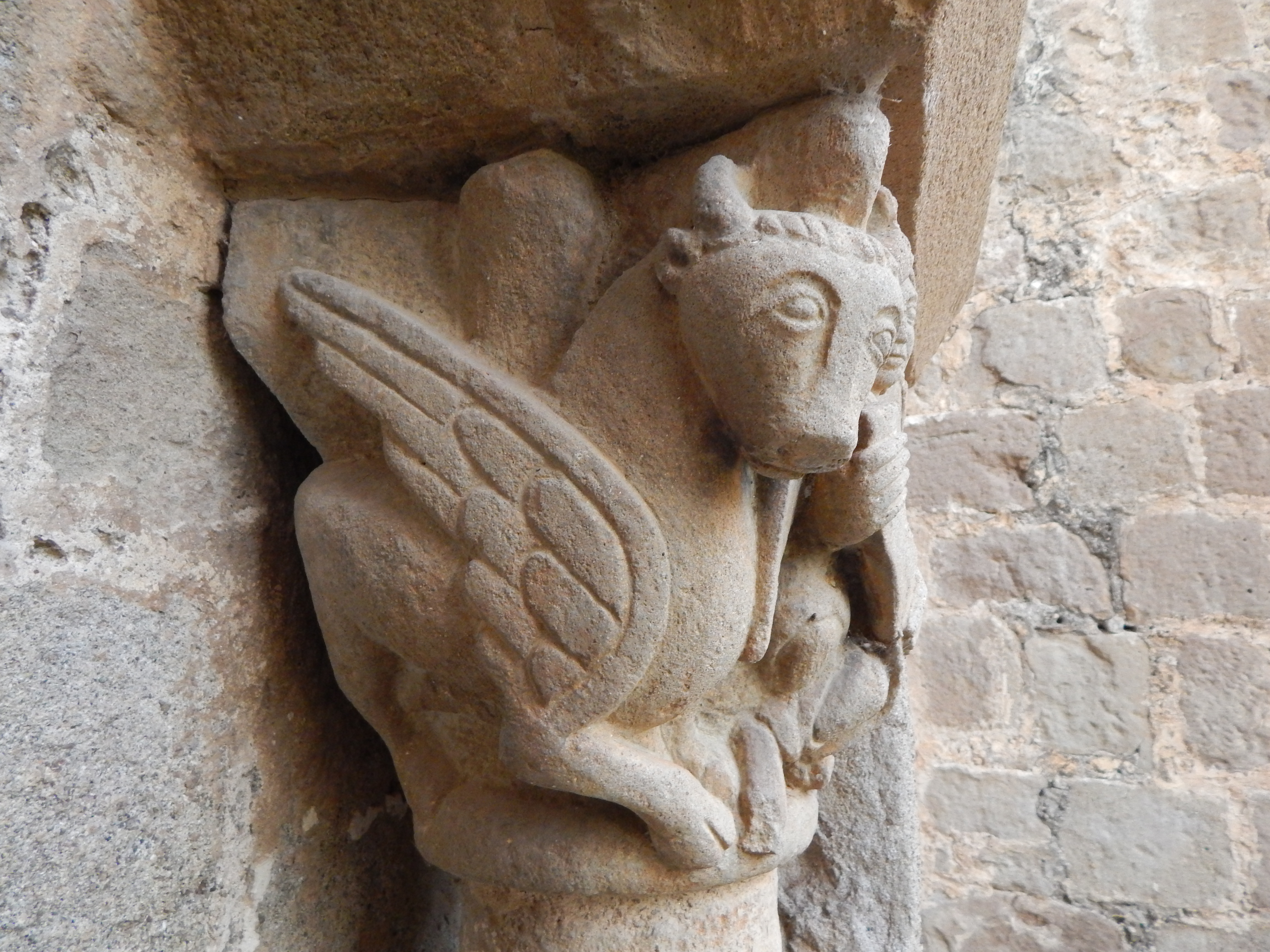
Capitell

## Notícies històriques
La primera església de St. Pau fou consagrada el gener de 907 pel bisbe Nantigis de la seu d'Urgell. L'acta de consagració específica que l'església fou iniciada pel comte Guifré el Pelós i que és acabada pel seu fill, Miró el Jove. Les primeres notícies sobre St. Pau del Castell de Casserres daten del darrer quart del s. IX i desapareixen fins ben entrada la baixa edat mitjana. Al s. XII els monjos de Sant Sadurní de Tavèrnoles fundaren un priorat al lloc de St. Pere de Casserres, dins de l'actual parròquia de St. Pau, funcionà durant els s. XII i XIII per desaparèixer després. L'any 1069 Guifré i la seva muller Vacharius donaren a Santa Maria de Serrateix un alou situat al mas Tiurana de la parròquia de St. Pau. L'any 1098 l'església de St. Pau estava sota la protecció de Berenguer Echardi per concessió del comte de Cerdanya. A partir del s. XV el lloc fou possessió de la família d'Alemany de Tord, senyor de Sant Joan Montdarn, domiciliat a la parròquia de St. Pau de Casserres. El monestir de Sant Pere de Portella tenia possessions a la parròquia de St. Pau. Al s. XV esdevingué priorat de monjos agustins tenint propietat dels masos Puig, Fàbrega i d'altres, fins aleshores de Sta. Maria de l'antiguitat. Al construir-se l'any 1600 l'església parroquial, la Mare de Déu dels Àngels de Casserres, l'antic priorat passà a ésser convent de caputxins i, finalment, seminari del bisbat de Solsona. Els capitells, després de la restauració efectuada pel servei de Conservació del Patrimoni de la Diputació de Barcelona l'any 1979, foren substituïts per unes còpies que ocuparen el seu lloc.